# 이브라히마 트라오레
이브라히마 트라오레(프랑스어: Ibrahima Traoré, 1988년 4월 21일 ~ )는 프랑스에서 태어난 기니의 전 축구 선수다.

## 경력

### 클럽 경력
프랑스 빌팡트 출신으로, 트라오레는 샤렝통과 레바이와의 유소년팀을 거쳤다. 그는 프랑스 아마추어 2부리그에 속한 레바이와에서 성인팀 데뷔전을 치렀고, 이후 2007년 1월 1일에 독일의 헤르타 BSC 베를린으로 이적하여, 같은 해 12월 9일에 1. FC 뉘른베르크전에서 분데스리가 데뷔전을 치렀다. 2009년 7월 6일, 트라오레는 FC 아우크스부르크 트라이얼을 통과하였고, 2009년 7월 14일에 아우크스부르크와 2년 정식 계약을 체결하였다. 2011년 5월, 트라오레는 2010-11 시즌 종료 후, VfB 슈투트가르트로의 이적이 확정되었다.

### 국가대표팀 경력
트라오레는 2010년에 기니 축구 국가대표팀 데뷔전을 치렀다.